# Texas-Maus
Die Texas-Maus (Peromyscus attwateri) ist ein im zentralen Nordamerika verbreitetes Nagetier in der Gattung der Weißfußmäuse. Sie zählt innerhalb der Gattung zur truei-Gruppe, die nach der Pinyon-Hirschmaus benannt ist. In dieser Gruppe sind Peromyscus difficilis und Peromyscus nasutus nahe verwandte Arten. Der Artzusatz im wissenschaftlichen Namen ehrt den amerikanischen Naturforscher Henry Philemon Attwater.

## Merkmale
Mit einer Gesamtlänge von 182 bis 220 mm, wobei Kopf-Rumpf-Länge und Schwanzlänge etwa gleich sind, sowie mit einem Gewicht von 25 bis 35 g ist die Art eine mittelgroße Weißfußmaus. Die Hinterfüße sind mit 24 bis 27 mm Länge auffällig groß. Aufgrund mehrerer Fellwechsel in Abhängigkeit vom Alter und zweifacher Fellwechsel pro Jahr ist die Färbung recht variabel. Allgemein ist die Oberseite im Sommer intensiv zimtbraun und im Winter bleicher braun. Der Rücken ist aufgrund eingemischter schwarzer Haare dunkler und manchmal ist eine rosa Tönung vorhanden. Die Haare der Unterseite sind an den Wurzeln violett, was durch die langen weißen Spitzen nicht sichtbar ist. Auf dem Schwanz, der unterseits heller ist, kommt vorwiegend ein dünnes Fell vor, während sich an der Spitze eine Quaste befindet. Die 16 Zähne im Gebiss verteilen sich auf einen Schneidezahn und drei molare Zähne pro Kieferhälfte. Eckzähne und Prämolaren fehlen. Männchen besitzen einen langen Penisknochen. Die Länge der Ohren liegt bei 20 mm.

## Verbreitung
Dieses Nagetier lebt im zentralen Texas, in Oklahoma und erreicht den Nordwesten von Arkansas, den Südwesten von Missouri und den Südosten von Kansas. Die Exemplare leben in mittleren Gebirgen und in breiten Tälern. Sie halten sich in felsigen Landschaften auf, die mehr oder weniger von Wäldern oder Strauchflächen bedeckt sind. Typisch für die Region sind Wacholderbüsche und verschiedene Laubbäume wie Eichen und Dreilappiger Sumach.

## Lebensweise
Die Texas-Maus bewegt sich auf dem Boden und klettert in Bäumen. Die Reviere sind durchschnittlich 0,2 Hektar groß, wobei das Territorium eines Männchens die doppelte Größe des Reviers eines Weibchens hat. Sie erstrecken sich entlang von Bergrücken. Soweit bekannt ist die Art nachtaktiv und Allesfresser mit einer Nahrung, die aus Beeren, Eichel, anderen Pflanzensamen, Kräutern und Insekten besteht. Mit Ausnahme der heißesten Sommerwochen kann die Fortpflanzung zu allen Jahreszeiten erfolgen. Ein Weibchen hat jährlich mehrere Würfe mit 3 bis 6 Nachkommen pro Wurf. Wenn ein Weibchen gerade ältere Jungtiere säugt, beträgt die Länge der Trächtigkeit 26 bis 32 Tage, ansonsten 23 Tage.

## Gefährdung
Aufgrund fehlender Bedrohungen und häufigem Auftreten der Art wird die Texas-Maus von der IUCN als nicht gefährdet (least concern) gelistet.